# Изолация (генетика)
Вижте пояснителната страница за други значения на Изолация.
Изолацията (в смисъла на популационната генетика) е отсъствие на пренос на гени от една популация в друга, т.е. обратно на миграциите. Изолацията може да бъде пространствена (поради географска отдалеченост), фенологична - при растенията, когато в една популация периодът на цъфтеж не се застъпва с периода на цъфтеж в друга популация, поради което кръстосването, т.е. пренос на гени, е невъзможно. При животните съществува и поведенческа изолация и пр. В резултат на изолацията се увеличават генетичните разлики (диференциацията) между популациите.